# Епархия Ахиары
Епархия Ахиары (лат. Dioecesis Ahiarana) — епархия Римско-Католической церкви c центром в городе Ахиара, Нигерия. Епархия Ахаиры входит в митрополию Оверри. Кафедральным собором епархии Ахиары является церковь Пресвятой Девы Марии.

## История
18 ноября 1987 года Римский папа Иоанн Павел II издал буллу Dominici gregis, которой учредил епархию Авгу, выделив её из епархии Оверри (сегодня Оверри. В этот же день епархия Ахиары вошла в митрополию Оничи.
26 марта 1994 года епархия Ахиары вошла в митрополию Оверри.
В 2012 году священство епархии отказалось признать назначение нового епископа Питера Окпалеке, который был вынужден принять таинство рукоположения в городе Оверри. В последующем он не мог вступить в должность по управлению своей епархией из-за противодействия духовенства. В июле 2013 года Римский папа Франциск назначил кардинала Джона Олорунфеми Онаийекана апостольским администратором епархии Ахиары.
В июне 2017 года Римский папа Франциск встретился с делегацией католического священства из Нигерии по поводу сложившейся ситуации в епархии Ахиары. 8 июня 2017 года Папа Франциск потребовал от каждого священника епархии письменного заявления о лояльности к Питеру Окпалеке. В противном случае, как заявил папа Франциск, на отказавшегося признать полномочия Питера Окпалеке, налагается запрещение в служении.

## Ординарии епархии
- епископ Victor Adibe Chikwe (18.11.1987 — 16.09.2010);
- епископ Питер Эбере Окпалеке (7.12.2012 — 19.02.2018);
  - кардинал Джон Олорунфеми Онаийекан (3.07.2013 — 19.02.2018) — апостольский администратор вакантной кафедры ad nutum Sanctae Sedis;
- архиепископ Люций Иведжуру Угорджи (19.02.2018 — по настоящее время) — апостольский администратор вакантной кафедры ad nutum Sanctae Sedis.

## Источник
- Annuario Pontificio, Libreria Editrice Vaticana, Città del Vaticano, 2003, ISBN 88-209-7422-3
- Булла Dominici gregis (лат.)